# Otto Julius Bierbaum
Otto Julius Bierbaum (1865-1910) est un écrivain, journaliste et poète allemand.

## Biographie
Bierbaum est né à Grünberg (aujourd'hui Zielona Góra), en Silésie. Après des études à l'école Saint-Thomas de Leipzig, il devient journaliste et rédacteur en chef successif des revues Die Freie Bühne, Pan (fondée en 1895), et Die Insel (fondée en 1899). 
Son œuvre littéraire est assez variée. En tant que poète, il a utilisé des formes empruntées au Minnesang, à la chanson traditionnelle et à la poésie anacréontique. Très tôt, des compositeurs comme Pauline Volkstein (1849-1925) mettent ses textes en musique.
En 1897, Bierbaum publie son roman Stilpe qui inspire Ernst von Wolzogen à créer, en 1901, l'un des tout premiers cabarets berlinois, l'Überbrettl. Son roman suivant, Zäpfel Kerns Abenteuer, est une adaptation du Pinocchio de Carlo Collodi. Son dernier roman, Die Yankeedoodle-Fahrt, publié en 1909, est à l'origine de l'expression « Humor ist, wenn man trotzdem lacht » (« L'humour, c'est quand on rit de toute façon »), devenu un proverbe en allemand moderne.
En 1905, l'une de ses chansons est publiée en français dans Le Courrier musical. Certains de ses lieder sont adaptés en musique par Richard Strauss, comme Traum durch die Dämmerung (opus 29/1), tiré de son recueil poétique Erlebte Gedichte (1892).
Bierbaum est mort à Radebeul (Kötzschenbroda).

## Publications

### Ouvrages
- Erlebte Gedichte (1892)
- Die Schlangendame (1896)
- Stilpe (1897)
- Das schöne Mädchen von Pao (1899)
- Eine empfindsame Reise im Automobil (1903)
- Zäpfel Kerns Abenteuer (1905)
- Yankeedoodle-Fahrt (1909)
- Samalio Pardulus (Munich, Georg Muller, 1911), illustré par Alfred Kubin.
- Prinz Kuckuck – Leben, Taten, Meinungen und Höllenfahrt eines Wollüstlings

### Partitions et livrets
- 1902 : Nemt, Frouwe, disen Kranz, und andre Gedichte[3], musique de Christian Sinding.
- 1908 : Innocence. Unschuld[4], musique d'Arthur Olaf Andersen (en).
- 1909 : Sieben Gedichte aus Otto Julius Bierbaums Der neubestellte Irrgarten der Liebe : für eine Singstimme mit Klavierbegleitung[5], musique de Christian Sinding.
- 1909 : Vier Gedichte von Otto Julius Bierbaum : für eine Singstimme mit Klavier[6], musique de Christian Sinding.